# Goulfey (Sultanat)

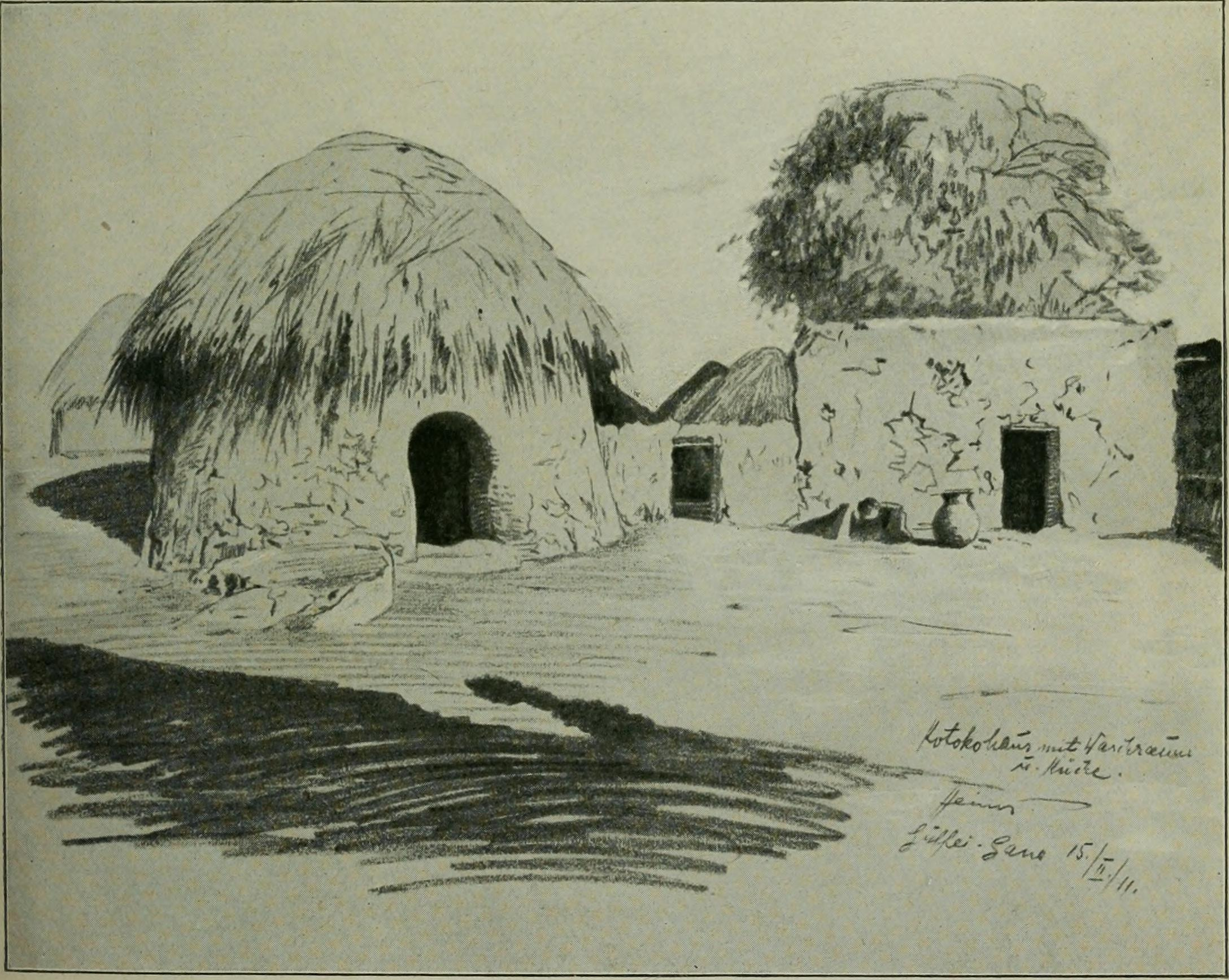
Haus der Kotoko in Goulfey mit Waschhaus und Küche Anfang des 20. Jahrhunderts

Goulfey (oder Gulfey, selten auch Gulfei oder Gulfeil) war ein Sultanat der Kotoko im äußersten Norden des heutigen Kamerun, benannt nach der gleichnamigen Stadt, welche auf der kamerunischen Seite des Flusses Logone, etwa 30 km nordwestlich von N'djamena liegt. Das Sultanat war also zugleich ein Stadtstaat, da es, wie die anderen Sultanate der Kotoko in erster Linie aus der Stadt sowie der näheren Umgebung bestand. Die Hauptstadt war lange von einer Mauer umgeben, welche heute allerdings nicht mehr steht. Das Schicksal des recht kleines Sultanates ist eng mit dem Sultanat Makari verbunden und wird daher gelegentlich als Makari-Goulfey bezeichnet.
Die tschadischsprachigen Kotoko unterteilen sich in mehrere Untergruppen, Staatsvolk von Goulfey waren die Malgbe.
Die Kotoko-Sultanate waren schon früh von Kanem-Bornu unterjocht worden und existierten als Vasallenstaaten im Südosten des Großreiches. Als das Gebiet vom Französischen Kolonialreich einverleibt wurde, übertrug der Kolonialadministrator Émile Gentil das Land der Kotoko an Jaggara, dem ersten Scheich der Schua-Araber, welcher sich den Franzosen angeschlossen hatte. Das Serbewel-Sultanat genannte Herrschaftsgebiet mit der Hauptstadt Goulfey, welches weiterhin der französischen Kolonialverwaltung unterstand konnte sich indes nicht konsolidieren. Die entmachteten Herrscher der Kotoko-Sultanate Makari und Afade stellten eine Armee auf und zogen gen Goulfey. Die von den Franzosen gestartete Strafexpedition richtete sich paradoxerweise gegen Shuwa-Araber und nicht gegen die Aufständischen. Da Jaggara nun seiner Machtbasis beraubt war, initialisierte die Kolonialverwaltung eine Neuordnung des Landes. Das Land wurde nach dem Vorbild der Kotoko-Sultanate in fünf Kantone unterteilt, namentlich Goulfey, Makari, Wulki, Afade und Bodo. Weiter südlich existierte mindestens noch das Kotoko-Sultanat Logone-Birni, welches von den Unruhen nicht betroffen war, da es offensichtlich nie zu einer Eingliederung in das Serbewel-Sultanat gekommen war.
Noch heute gibt es die Sultane der einzelnen Staaten, jedoch haben sie lediglich repräsentative Rollen inne.
Im 15. Jahrhundert wurde in Goulfey der Islam eingeführt, wo er sich mit dem einheimischen Glauben an den Stadtgott Waran vermischte. Diese Mischform hatte die regionalen Kulte zu einem so hohen Grad integriert, dass man kaum noch vom Islam im eigentlichen Sinne sprechen kann. Seit etwa 1985 haben Sunnismus und Wahhabismus Einzug gehalten und die kulturelle Landschaft Goulfeys schwer erschüttert.